# نمور (ديزني)

## نبذة عن الشخصية
نمور أو كما يسمى باللغة الإنجليزية «نمور» هو نمر لعبة يمتلكه الصبي الصغير «كريم أمين»/Christopher Robin
أكثر شيء يحبه هو أن يقفز هنا وهناك وفي كل الأرجاء.
يتميز بأنه الفريد من نوعه، حيث أنه الوحيد نمور.
ويتميز أيضاً باغنيته المشهورة احلى مافي النمور.
ظهر لأول مرة في فيلم ويني الدبدوب الأول مغامرات ويني الدبدوب الذي أنتج من شركة والت ديزني عام 1977.
يقوم بأداء صوته في النسخة العربية الفنان خالد الصاوي ويقوم بدوره في النسخة الإنجليزية الحالية جيم كامينجز وهو نفس الممثل الذي أدى دور ويني الدبدوب بطل الفيلم.

## ظهوره في أفلام ويني الدبدوب
• مغامرات ويني الدبدوب
• اروع مغامرات ويني الدبدوب
• فيلم المغامرة النمورية
• فيلم فجلة الكبير
• حفل الربيع مع روو
• حكاية الهلايف
• هالووين الهلايف
• ويني الدبدوب

## ظهوره في أفلام خارجية
ظهر نمور في فيلم Snowed At The House Of Mouse مع بقية أصدقاء غابتنا الجميلة / غابة المئة فرسخ.
وظهر أيضاً ببرنامج دار الفأر وفي برنامج مغامرات ويني الدبدوب الجديدة.

## روابط خارجية
- نمور على موقع ميوزك برينز (الإنجليزية)